# Pygmy-Resonanz
Die Pygmy-Resonanz (PDR, pygmy dipole resonance) ist eine Dipol-Schwingungsanregung von neutronenreichen Atomkernen. Ihren Namen (übersetzt etwa zwergenhafte Dipol-Resonanz) verdankt sie der gegenüber der Dipol-Riesenresonanz (GDR), in der die Protonen insgesamt gegen die Neutronen im Kern schwingen, erheblich geringeren Stärke. Sie wird auch manchmal als Weiche Dipolresonanz (Soft Dipole Resonance, SDR) bezeichnet. Die Resonanz findet sich vor allem in Kernen nahe der Neutronenschwelle.
Die Pygmy-Resonanz rückte vor allem seit den 1990er Jahren in die Aufmerksamkeit der Forschung, als es mit neuen Beschleunigern möglich wurde, auch die Struktur instabiler Kerne zu untersuchen. Häufig wird sie qualitativ als Schwingung einer Neutronen-„Haut“ gegen einen aus gleicher Anzahl von Protonen und Neutron bestehenden Restkern interpretiert. Die Rückstellkraft für diese Schwingung ist die „Kernkraft“, eine Restwechselwirkung der starken Wechselwirkung. Die elektrische Ladung des Kerns vermittelt die Kopplung mit äußeren elektromagnetischen Feldern – Streuung von Photonen dient der Untersuchung dieser Resonanzen.
In der Regel findet man die Pygmy-Resonanz zwischen dem 2-Phonon-Zustand (z. B. zwei Quadrupole oder Oktupol-Quadrupol) und der Dipol-Riesenresonanz in einem Energiebereich von 4–10 MeV. Sie deckt etwa 1 % der energiegewichteten Summenregel (EWSR) für elektrische Dipolstärke ab, beinahe den gesamten Rest nimmt die elektrische Dipolriesenresonanz ein, woraus sich der Name erklärt.
In doppelt-geraden Kernen mit der Neutronenzahl 82 wurden Hinweise auf die Pygmy-Resonanz unterhalb der Neutronenschwelle gefunden. Die E1-Stärke fragmentiert hier sehr stark in zahlreiche Zustände und kann z. B. in Photonenstreuexperimenten untersucht werden. Aufgrund der starken Fragmentierung werden hochreine Germaniumdetektoren zur spektralen Analyse der gestreuten Photonen verwendet. Mit Hilfe der Coulomb-Anregung wurde eine resonanzartige Struktur in neutronenreichen radioaktiven Sn-Isotopen oberhalb der Schwelle an der GSI gefunden.
Die Struktur und Natur der PDR sind vollkommen ungeklärt, wie etwa die Frage nach dem Isospin-Charakter. Mögliche kollektive Modelle der PDR sind Schwingungen einer Neutronenhaut gegen den Restkern oder Anregung von Alphaclustern im Kern.
Die PDR spielt möglicherweise für die Untersuchung der Entstehung der Elemente in der Astrophysik eine Rolle, da sie die Kernreaktionsrate für Neutroneneinfänge an extrem neutronenreichen Kernen in Sternen und Sternexplosionen (dem sogenannten R-Prozess) beeinflussen könnte, falls sie sich in diesen Kernen im passenden Energiebereich unterhalb der Neutronenschwelle befindet. Die Pygmy-Resonanz, interpretiert als Schwingung einer dünnen Neutronenschale, dient auch als Modell für das Verhalten asymmetrischer Neutronen-reicher Kernmaterie, etwa in Neutronensternen oder bei schweren Kernen.